# Enlinia convergens
Enlinia convergens är en tvåvingeart som beskrevs av Robinson 1969. Enlinia convergens ingår i släktet Enlinia och familjen styltflugor.
Artens utbredningsområde är Veracruz (Mexiko). Inga underarter finns listade i Catalogue of Life.